# Plaza Juárez (Guadalajara)
La Plaza Juárez es un espacio público significativo ubicado en Guadalajara, México. La plaza lleva el nombre de Benito Juárez, una figura destacada en la historia de México que fue presidente del país en el siglo XIX. La plaza suele ser un punto focal para varios eventos, celebraciones y actividades culturales. También puede ser un lugar donde los lugareños y visitantes se reúnen para relajarse y disfrutar del entorno.

## Descripción actual
| Características de la Plaza Juárez |                                                          |
| Forma:                             | Aproximadamente la de un rectángulo.                     |
| Superficie:                        | Año 2021: 323 m²                                         |
| Infraestructura y equipamiento:    | 2 Fuentes, Una escultura , 18 astas de Bandera, Arbolado |
| Plaza Juárez en Google Maps        |                                                          |

## Historia
La Plaza Juárez en Guadalajara fue creada durante el gobierno del profesor Juan Gil Preciado como parte de las conmemoraciones del centenario de las Leyes de la Reforma en 1960. El diseño de la plaza fue encomendado al arquitecto Julio de la Peña. Se construyó en los terrenos que antes ocupaban los patios de la estación de ferrocarril.
La entrada o vestíbulo tiene una forma cuadrada y cuenta con una fuente elíptica en el centro. A los lados se encuentran bancos y jardines, y una amplia explanada se extiende hacia el sur para albergar concentraciones cívicas. En el extremo sur, se erige una estatua de bronce de Benito Juárez, precursor de la Reforma, sobre un alto pedestal de negro granito finés. Esta estatua había estado ubicada por muchos años en la Calzada Independencia.
Detrás de Juárez, se levanta una estela de 33 metros de altura revestida de cantera blanca. Esta estela tiene el escudo de la nación grabado al frente y, en los lados de la escalinata, dos cabezas de águila que simbolizan la República, en grandes relieves de bronce. En la parte posterior, en el hemiciclo de las 21 astabanderas americanas sobre pedestales de cantera con escudos de armas en relieve, se aprecia un cancel escultórico de bronce con alegorías patrióticas de la Guerra de Reforma, ejecutadas por José Chávez Morado.
La inauguración de esta gran plaza tuvo lugar en enero de 1961 y fue presidida por el licenciado Adolfo López Mateos.